# Aștadhyayii
Aștadhyayii este o lucrare complexă, scrisă în limba sanscrită, concepută de către Pāṇini, cel mai mare gramatician hindus. Aceasta datează de acum peste 2500 de ani, fiind printre primele reflecții lingvistice apărute.
Traduceri:
- Limba română: "Cele Opt Cărți"
- Limba engleză: "The Eight Books"
- Limba franceză: "Les Huit Livres"